# Летний пудинг
Летний пудинг (англ. Summer pudding) или летний фруктовый пудинг (англ. summer fruit pudding) — английский десерт, приготовленный из ломтиков белого хлеба, выложенных слоями в глубокой миске с фруктами и фруктовым соком. Его оставляют замачиваться на ночь и выкладывают на тарелку. Фруктовый пудинг был наиболее популярен с конца XIX по начало XX века.
Впервые десерт появляется в печати под своим нынешним названием в 1904 году, но были найдены идентичные рецепты гидропатического пудинга («hydropathic pudding») и «Малвернского пудинга» (из яблок или других сезонных фруктов и заварного крема) ещё с 1868 года.
Приготовление летнего пудинга намного проще, если хлеб немного чёрствый. Это помогает фруктовым сокам впитаться в хлеб, что делает пудинг более приятным. Летний пудинг можно подавать со сливками.
Фрукты, которые обычно используются в летнем пудинге, это малина, клубника, чёрная смородина, красная смородина, белая смородина и ежевика. Реже используются тайберри, логанова ягода, вишня и черника.

## История
Найти ранние рецепты летнего пудинга или выяснить, когда впервые было использовано это название, сложно.
Queens Pudding впервые появился в печати под своим нынешним названием в 1904 году в книге Sweets (Часть первая), № 6 в серии Queen Cookery Books, собранной и описанной С. Бити-Паунолл. Однако похожие рецепты появлялись и раньше. Примерами являются Hydropathic pudding, Malvern Pudding Rhode Island и Wakefield Pudding.
Гидропатический пудинг был популярен в оздоровительных санаториях XIX века. Очень часто эти санатории специализировались на гидротерапии (отсюда название пудинга), а ягодный десерт был придуман, чтобы пациенты употребляли что-то более полезное и лёгкое, чем обычные тогда тяжёлые пудинги с большим количеством жиров, сахара и муки.
В книге Касселла «Новая универсальная кулинария» 1896 года есть рецепт гидропатического пудинга, который представляет собой слои фруктов и тонко нарезанного хлеба. Автор отмечает, что у пудинга есть и другие названия. В отличие от других пудингов, в которых используется тесто или корочка на основе нутряного жира, более легкая хлебная оболочка делала его подходящим угощением для женщин, которые заботились о своём здоровье или даже там, где тесто было полностью запрещено.
В конце XIX века «гидропатическому пудингу» придумали более благозвучное название — «летний».
К 1920-м годам он стал классическим британским пудингом. В книге 1920-х годов говорилось: «Все знают это блюдо, все его любят».

## Галерея

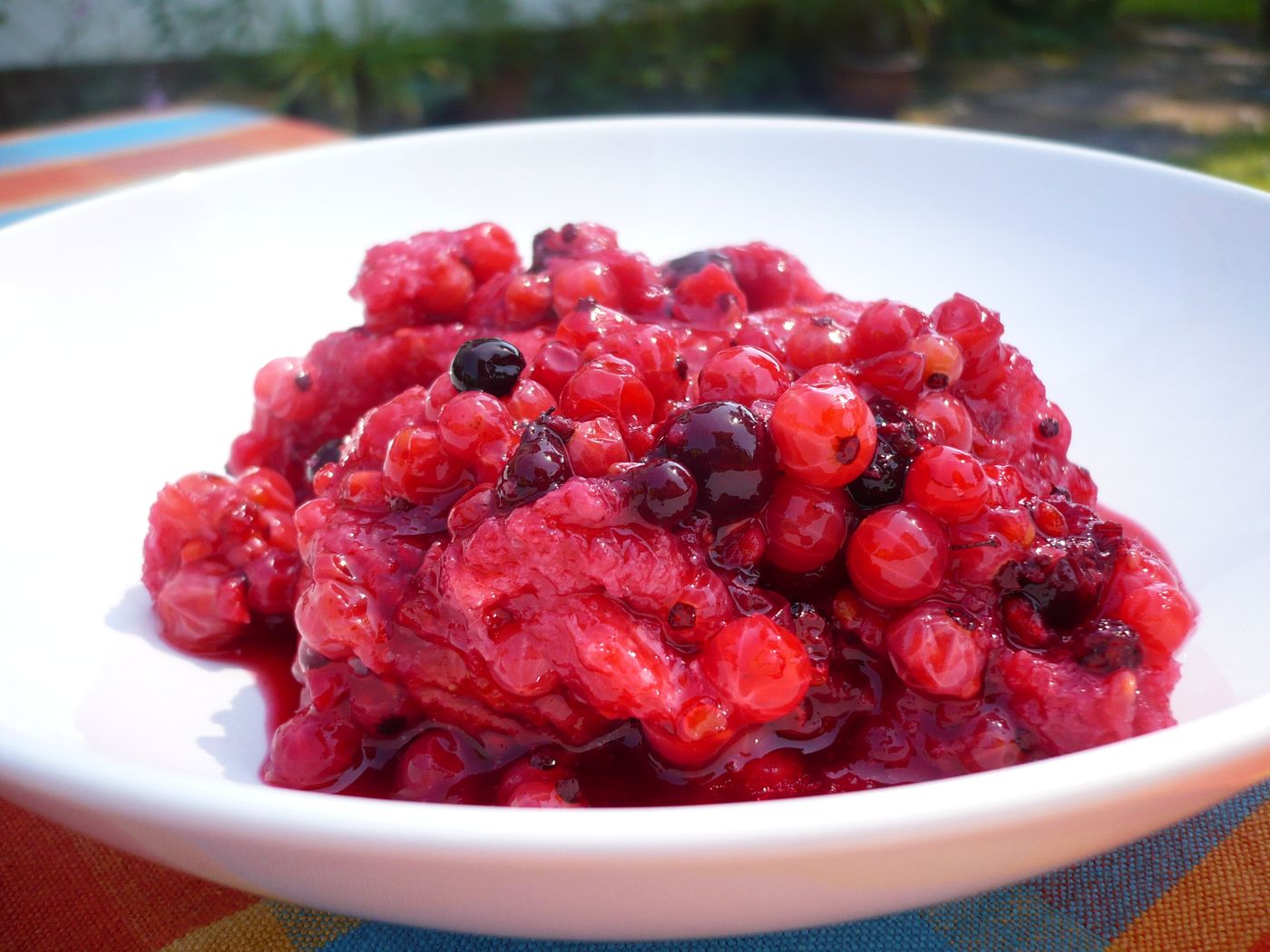
Летний пудинг с красной смородиной
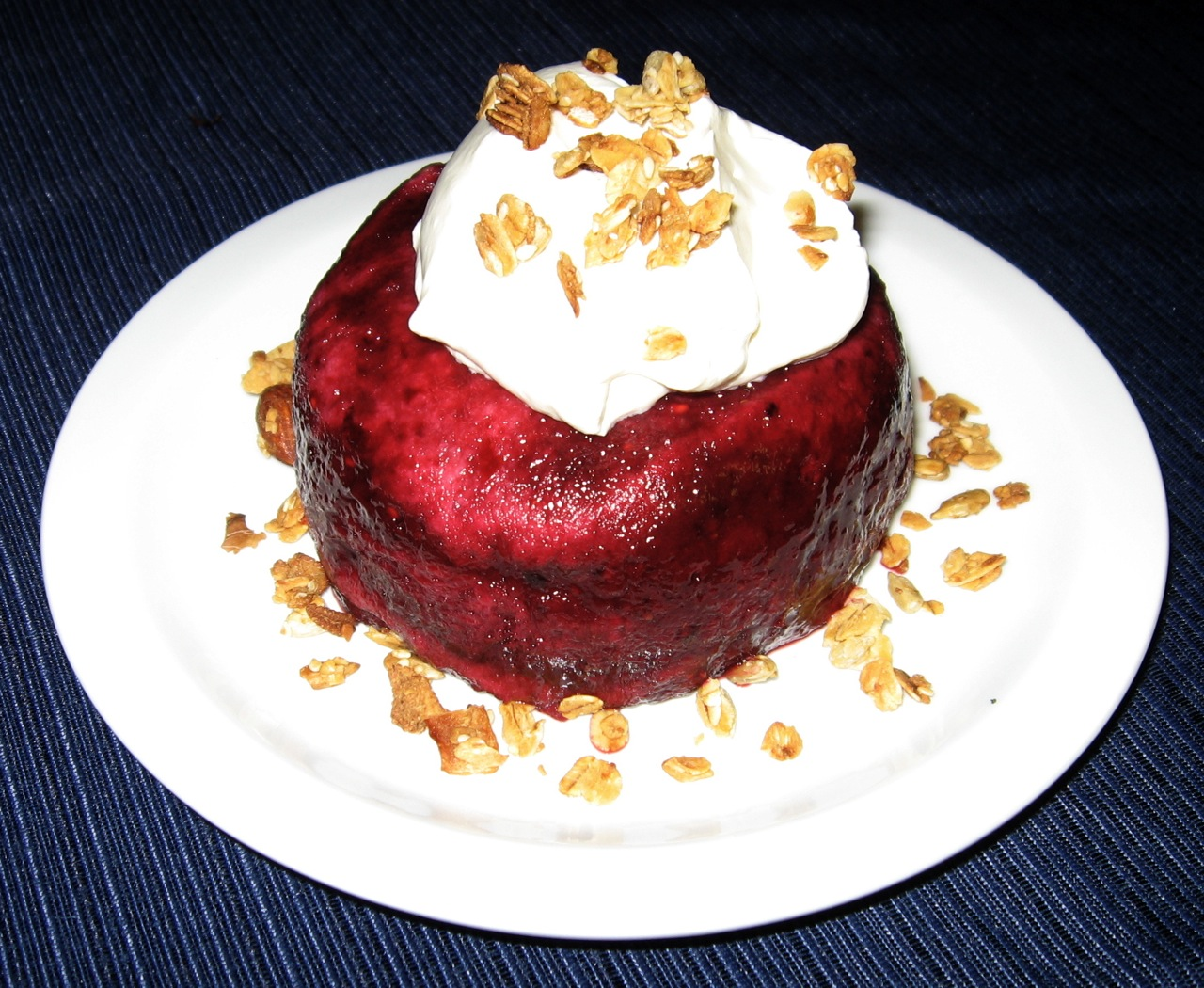
Pan de Mie, пропитанный малиной и ежевикой, политый взбитыми сливками, смешанными с крем-фреш и пахтой, и украшенный гранолой